# Oskar Awejde
Oskar Awejde, né en 1837 à Marijampolė et mort le 20 août 1897 à Kirov, est un des leaders de la faction des Rouges, il participe à l'insurrection de janvier, membre du Comité central national et du Gouvernement national provisoire.

## Biographie
Fils d’Édouard Awejde et Paulina Rutkauskaitė né à Marijampolė dans le Royaume du Congrès, il déménage avec ses parents à Suwałki en  1847. Diplômé en droit de l'université de Saint-Pétersbourg en 1858. Grâce à une bourse d'études, il étudie ensuite en Allemagne (Berlin, Heidelberg) et en France (Paris) en 1859-1861.
Il arrive à Varsovie en 1862, et devient assesseur du président d'un tribunal. Il participe à la préparation de l'insurrection de janvier et figure parmi les auteurs du manifeste du Comité central national des Rouges du 22 janvier. Le 3 septembre 1863, il est arrêté par les Russes. Il s'effondre au cours de l'enquête et donne les noms de milliers d'insurgés et toute la structure du gouvernement provisoire. À son retour d'exil, il s'installe dans la capitale où il dirige un cabinet d'avocats.

## Crédit
- (pl) Cet article est partiellement ou en totalité issu de l’article de Wikipédia en polonais intitulé « Oskar Awejde » (voir la liste des auteurs).